# Heroes of Might and Magic: A Strategic Quest
Heroes of Might and Magic : A Strategic Quest est un jeu vidéo de stratégie au tour par tour développé et publié par New World Computing sur MS-DOS en 1995. Il est ensuite porté sur Windows et sur Mac OS en 1996 puis sur Game Boy Color en 2000. Il est le premier épisode de la série Heroes of Might and Magic qui se déroule dans l’univers médiéval-fantastique de la série de jeux vidéo de rôle Might and Magic. Il relate les affrontements entre quatre personnages – un chevalier, un barbare, un sorcier et une magicienne – pour le contrôle du royaume d’Enroth. Son système de jeu s’inspire de celui de King's Bounty, développé et publié par le même studio en 1990. Comme ce dernier, il propose deux phases de jeu distinctes, une phase stratégique et une phase tactique pour les affrontements, et intègre des éléments de jeu de gestion et de jeu de rôle.
À sa sortie, il est bien accueilli par la presse spécialisée qui salue notamment son interface graphique facile à prendre en main, son mode multijoueur et son savant mélange entre stratégie, combats tactiques et jeu de rôle. Surfant sur ce succès, New World Computing en développe une première suite reprenant dans les grandes lignes son concept mais en améliorant ses graphismes, son interface et son système de jeu avec l’ajout de deux nouvelles factions, d’un nouveau système de magie et de nouvelles options en matière de personnalisation des héros et des créatures. Baptisée Heroes of Might and Magic II: The Succession Wars, elle est publiée par The 3DO Company en 1996 et connait un certain succès critique, qui lui vaut d’être considéré comme le jeu ayant popularisé la série. Une nouvelle suite, baptisée Heroes of Might and Magic III: Restoration of Erathia, est publiée par 3DO en 1999. Elle reprend le principe de ses prédécesseurs mais en améliore les graphismes et ajoute de nouvelles factions et une nouvelle dimension à la carte stratégique avec l'introduction d'un niveau souterrain. À sa sortie, le jeu connait un certain succès critique et commercial et il est généralement considéré comme le meilleur épisode de la série. Surfant sur ce succès, 3DO en publie deux extensions, puis une nouvelle suite Heroes of Might and Magic IV, qui sort en 2002 et propose quelques innovations, par rapport au gameplay des trois premiers opus de la série, permettant par exemple aux héros de participer aux affrontements. Après la banqueroute de 3DO en 2003, la franchise est rachetée par Ubisoft qui en tire trois nouvelles suites : Heroes of Might and Magic V (2006), Might and Magic: Heroes VI (2011), et Might and Magic: Heroes VII (2015).

## Trame

### Univers
Heroes of Might and Magic: A Strategic Quest prend place dans le même univers médiéval-fantastique que la série de jeux vidéo de rôle Might and Magic. Le jeu se déroule dans le monde d'Enroth où le héros du jeu, le seigneur Morglin Ironfist, se retrouve transporté après avoir traversé un portail magique.

### Scénario
Le jeu raconte l’histoire du seigneur Morglin Ironfist qui, à la suite de l’assassinat de son père, se voit forcé de fuir son royaume natal dont il est le souverain légitime pour échapper à l’usurpateur Ragnar. Ironfist et ses hommes traversent alors un portail magique qui les transporte dans un monde étrange où règne l’anarchie - Enroth - dans lequel Ironfist ne tarde pas à découvrir la présence de trois autres chefs de guerre : Le barbare Slayer, la magicienne Lamanda et le sorcier Alamar. S’ensuit un lutte acharnée entre les quatre protagonistes pour le contrôle d’Enroth. Dans la campagne, le joueur peut amener n’importe lequel des quatre personnages à la victoire mais la suite de la série considère que c’est Ironfist qui parvient finalement à vaincre ses adversaires.

## Système de jeu
Heroes of Might and Magic est un jeu de stratégie au tour par tour, parfois classé dans le sous-genre des jeux 4X. Le jeu intègre également des éléments jeu de gestion et de jeu vidéo de rôle,. Comme son prédécesseur, King's Bounty, il propose deux phases de jeu distinctes : une phase stratégique (écran d’aventure) où le joueur déplace son héros sur la carte et gère ses cités et ses ressources, et une phase tactique (écran de combat) prenant place sur un plateau divisé en cases hexagonales sur lequel se déroulent les affrontements.

### Aventure
Sur l’écran d’aventure, le joueur dirige ses armées, menées par des héros, afin de récupérer des trésors et de prendre le contrôle de cités, de châteaux et de sites de production générant des ressources. Grâce à ces ressources, il peut développer les infrastructures de son château ou recruter des créatures pour renforcer l’armée de son héros. La phase stratégique se déroule au tour par tour, chaque tour correspondant à une journée, et le joueur ne peut effectuer qu’un certain nombre d’actions par jour. A chaque tour, les héros ne peuvent ainsi se déplacer que sur une certaine distance et le joueur ne peut construire qu’un nouveau bâtiment par tour dans chaque cité ou château. Chaque joueur débute généralement la partie avec un seul héros et une simple cité. Un brouillard de guerre recouvre au départ toute la carte et la zone visible s’agrandit au fur et à mesure que les héros du joueur explorent la carte. En plus d’explorer la carte, les héros peuvent récupérer des trésors et des artefacts, visiter des bâtiments neutres pour obtenir des bonus, et prendre le contrôle de mines et de sites de production qui génèrent les différentes ressources, permettant au joueur de développer son château ou de recruter des créatures. En explorant la carte, les armées du joueur peuvent rencontrer des monstres neutres, susceptibles de l'attaquer ou de se joindre à lui. Une armée ne peut être constituée que de cinq types de troupes différents. En plus du héros qu’il contrôle au début de la partie, le joueur peut en recruter de nouveaux, toujours accompagnés de quelques créatures. Chaque joueur peut ainsi contrôler jusqu’à huit héros.

### Héros

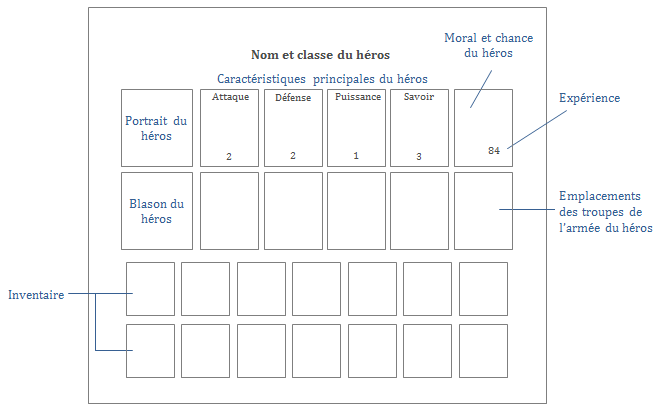
Schéma d'une fiche de personnage avec ses caractéristiques et son inventaire.

Quatre classes de héros sont disponibles dans le jeu : le chevalier, le barbare, la sorcière et le sorcier. Les héros disposent de quatre caractéristiques : attaque, défense, savoir et puissance. Comme dans un jeu de rôle, les statistiques des héros s’améliorent lorsqu’ils gagnent un niveau après avoir accumulé suffisamment d’expérience lors des combats. Ils peuvent également récupérer des artefacts qui permettent d’améliorer leurs caractéristiques. Les héros ne participe pas directement au combat mais ils peuvent lancer des sorts et leurs caractéristiques d’attaque et de défense améliorent celles des créatures de leur armée.  Chaque héros peut en effet apprendre certains des 25 sorts disponibles dans le jeu. Ces sorts ont des effets variés. Certains peuvent être lancés sur la carte d’aventure, pour par exemple trouver des ressources. Les autres peuvent être utilisés pendant un combat pour renforcer les troupes du héros ou tuer les créatures adverses. Enfin, les héros ne peuvent pas mourir. Lorsqu'ils sont vaincus au combat, ils peuvent à nouveau être recrutés mais pas forcément par le même joueur.

### Gestion
La principale ressource du jeu est l’or dont le joueur a besoin pour recruter des unités et développer ses cités ou ses châteaux. L’or s’obtient par l’intermédiaire des cités et des mines d’or qui assurent un revenu quotidien au joueur qui les contrôle. Outre l’or, six ressources sont disponibles dans le jeu – le bois, la pierre, le mercure, le soufre, le cristal et les joyaux – et sont notamment nécessaires pour construire certains bâtiments. Ces ressources peuvent être ramassées sur la carte ou produites par les sites de production correspondants, comme la scierie ou les mines, dont le joueur peut prendre possession avec son héros. Dans chaque type de château peuvent être construit des bâtiments spécifiques permettant de recruter des créatures. Le château du chevalier dispose ainsi de casernes qui permettent de recruter des paysans et des archers ; il peut être doté d’un terrain de joute, pour recruter des cavaliers, et d’une cathédrale, pour recruter des paladins. Certains bâtiments peuvent être construits dans n'importe quel type de château. C’est notamment le cas de la guilde des voleurs, qui permet d’obtenir des informations sur les autres joueurs ; du chantier naval, qui permet de construire des bateaux (mais uniquement si le château borde la mer) ; ou de la tour des mages dans laquelle les héros peuvent recharger leurs points de magie et qui peut être amélioré pour débloquer de nouveaux sorts.

### Factions
À chaque classe de héros disponible dans le jeu – le chevalier, le barbare, la sorcière et le sorcier – est associé un type de château qui permet de recruter des créatures spécifiques. Celui du chevalier permet d’abord de recruter des paysans et des archers. Il donne également accès aux fantassins, qui sont excellents en défense, et aux cavaliers, qui offrent un très bon rapport qualité-prix en attaque. L’unité la plus puissante du château est le paladin qui a l’avantage d’être la moins chère et la plus rapide des unités d’élite du jeu. De son côté, la forteresse du barbare dispose en premier lieu de tanières permettant de recruter des gobelins et des orcs. Elle donne aussi accès aux ogres, qui sont très résistants mais très lent, et aux loups, qui sont excellents offensivement grâce à leurs deux attaques.  La forteresse peut également être dotée d’un pont, pour recruter des trolls, ainsi que d'une pyramide qui donne accès aux unités d’élite du barbare, les cyclopes. Le château de la sorcière permet d’abord de recruter des fées, qui sont très rapides, puis des nains, qui sont bon marché, résistants mais très lent. Il donne aussi accès aux elfes et aux druides, qui sont d’excellentes unités de tir, et aux licornes qui sont les meilleurs unités du jeu en dehors des unités d’élite. Enfin, leurs unités les plus puissantes, les phénix, sont moins fortes que les dragons mais offrent un meilleur rapport qualité-prix. Enfin, le bastion du sorcier propose d’abord des centaures puis deux types d'unités volantes, les gargouilles et les griffons. Il permet ensuite de recruter des minotaures et des hydres, puis les dragons qui sont immunisés à la magie et constituent les créatures les plus puissantes du jeu.

### Combats
Lorsqu’un des héros du joueur rencontre un groupe de créature ou un héros adverse, le jeu bascule dans une vue spécifique dédiée au combat. Le champ de bataille se présente sous la forme d’un plan de jeu constitué de cases hexagonales sur lesquels sont réparties les troupes des armées qui s’affrontent. Chaque type de troupes est représenté par une seule unité dont la puissance et la résistance sont déterminées par le nombre d’unité de ce type que le joueur possède. Comme dans la carte du monde, les combats se déroulent au tour par tour, chaque joueur pouvant déplacer ses unités chacun à son tour en fonction du nombre de points de mouvement dont celles-ci disposent,. Chaque unité possède ses propres caractéristiques : les points de vie, la vitesse qui détermine l’ordre dans lequel les unités attaquent pendant un combat et l’attaque et la défense qui déterminent son potentiel de frappe et sa résistance et qui sont augmentées par celles du héros. Certaines unités disposent en plus de capacités spéciales : les licornes peuvent par exemple aveugler leurs ennemis pour les empêcher d’attaquer et les hydres peuvent attaquer plus d'ennemis en même temps. La chance et le moral, qui peut être augmenté en visitant une fontaine ou la taverne, influent sur la puissance des unités en leur permettant parfois d’attaquer deux fois.

### Interface

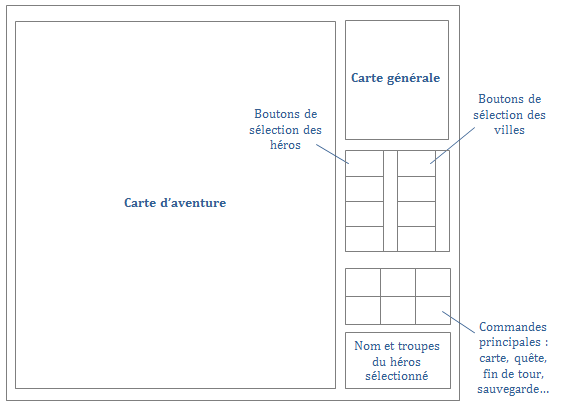
Schéma de l'interface de l'écran d'aventure.

La majeure partie de l’écran d'aventure est occupé par l’écran de jeu principal, représentant la carte du monde, où le joueur peut définir les déplacements de ses héros et obtenir des informations sur les unités ennemies ou les trésors. En haut à droite se trouve la carte de l’ensemble des territoires pouvant être explorés. En dessous, des icônes permettent au joueur de sélectionner un de ses héros ou châteaux. En bas à droite sont affichés le nom du héros sélectionné et la liste des troupes qui l’accompagnent. Enfin, juste au-dessus, six boutons permettent d’accéder aux principales fonctionnalités du jeu : la carte, le livre des quêtes, l’écran de sauvegarde et le  passage au tour suivant. Un écran de statistiques liste des renseignements sur les possessions, les ressources et l’état des finances du joueur. En construisant une guilde des voleurs, il peut également  obtenir des informations du même type sur ses adversaires.

### Modes de jeu
Plusieurs modes de jeu sont disponibles dans Heroes of Might and Magic. Le mode campagne est une série de scénario racontant la tentative de conquête du monde d’Enroth par les quatre protagonistes du jeu: Le chevalier Ironfist, le barbare Slayer, la magicienne Lamanda et le sorcier Alamar. Le mode standard permet au joueur d’affronter jusqu'à trois adversaires contrôlés par l’ordinateur ou par d’autres joueurs, le mode multijoueur permettant lui de jouer à plusieurs sur le même ordinateur (hotseat), en réseau local ou par modem,.

## Versions
La version originale de Heroes of Might and Magic: A Strategic Quest, fonctionnant sous MS-DOS, est publiée par New World Computing le 31 août 1995. Une nouvelle version améliorée du jeu, fonctionnant sous Windows 95, est ensuite publiée en février 1996. Celle-ci introduit notamment un éditeur et un générateur de carte, des musiques en qualité CD et des scénarios inédits. Son CD-ROM inclut également le jeu King's Bounty.
Le jeu a également été porté et édité par New World Computing sur Mac OS en 1996,.
Le jeu a aussi été porté sur Game Boy Color en juin 2000.
Le jeu est réédité par New World Computing en 2002 dans une compilation, Heroes of Might and Magic Platinium Edition, regroupant les trois premiers jeux de la série et leurs extensions.

## Accueil

### Critiques
| Heroes of Might and Magic |      |       |
| Média                     | Pays | Note  |
| AllGame                   | GB   | 4,5/5 |
| Computer Gaming World     | US   | 5/5   |
| GameSpot                  | GB   | 75 %  |
| Gen4                      | FR   | 64 %  |
| Joystick                  | FR   | 89 %  |
| Compilations de notes     |      |       |
| MobyGames                 | US   | 84 %  |

À sa sortie, Heroes of Might and Magic est globalement  bien accueilli par la presse spécialisée qui salue notamment son interface facile à prendre en main et son savant mélange entre stratégie, combats tactiques et jeu de rôle. Concernant sa réalisation, les critiques sont partagées. Ainsi, le journaliste du magazine Joystick, juge que sa réalisation est « sans faille » grâce à ses graphismes en SVGA, largement supérieur à ceux proposés dans d’autres jeux du même genre comme Colonization ou Warlords, et à une « bande son de circonstance ». Il salue particulièrement son aspect visuel, que ce soit au niveau des animations ou de ses dessins « naif, désuet et mignon » qui font, d’après lui, son charme et conviennent parfaitement à un jeu de stratégie. Cet avis est partagé par le journaliste de Computer Gaming World qui juge que le jeu propose de « très bons graphismes et sons » et qui salue l’absence de bugs. Pour le magazine Gen4, sa réalisation est en revanche « décevante » à cause, entre autres, de musiques et d’effets sonores « plus énervant qu'autre chose » et malgré des graphismes haute résolution « très kitsch [mais] attachants ».
L’interface graphique du jeu fait au contraire l’unanimité dans la presse qui salue son côté « agréable » et « conviviale » et la considère « facile à prendre en main »,. Comme pour sa réalisation, les critiques sont partagées concernant son gameplay. Pour le journaliste de Joystick, il parvient à emprunter le meilleur de ses prédécesseurs, Warlords pour la phase stratégique et Master of Magic pour la gestion des cités, tout en allant encore plus loin la gestion des combats. Il juge le résultat très prenant grâce notamment à la diversité des unités et sorts proposés qui « renouvellent sans cesse l’intérêt des affrontements ». De la même manière, le journaliste du magazine Computer Gaming World compare le jeu à Warlords et à Master of Magic et juge son gameplay « prenant », du fait notamment du très bon niveau des adversaires contrôlés par l’intelligence artificielle du jeu. Pour le journaliste de Gen4, le jeu est en revanche « répétitif » et « devient vite monotone contre l’ordinateur ». Il note en effet que le jeu manque d’options pendant les combats, ce qui limite les stratégies possibles. D’après lui, seule la possibilité de jouer à deux parvient donc à sauver le jeu. Le mode multijoueur est d’ailleurs considéré comme un des points forts du jeu par la plupart des critiques,,. Plusieurs journalistes regrettent en revanche l’absence d’un éditeur de niveau,.
Globalement, le jeu est décrit comme une réussite par la majorité des critiques. Pour le journaliste de Computer Gaming World, c’est ainsi un excellent jeu de guerre plutôt destiné au joueur n’appréciant pas le genre mais que les fans peuvent également apprécier malgré une durée de vie moins importante que Panzer General et un système de jeu moins profond que Master of Magic . Le site GameSpot le considère comme un jeu de stratégie extrêmement agréable et le recommande donc à ceux appréciant le genre mais également aux fans de jeu de rôle en quête de nouvelles expériences. Pour le magazine Joystick, il est tout simplement « génial » et ne souffre d’aucun défaut. Le journaliste de Gen4 est beaucoup plus critique et le juge « décevant » car pas assez abouti et à cause de nombreux petits détails énervants. Il considère cependant que les débutant peuvent y trouver leur compte car il est agréable à manier et  pas trop complexe.

### Récompenses
- Computer Gaming World : Nommé dans la catégorie « jeu de stratégie de l'année » en 1996[17].

## Postérité

### Influence
Dans une rétrospective consacrée aux jeux de stratégie au tour par tour publiée dans le magazine Retro Gamer, Adam Barnes désigne Heroes of Might and Magic comme un des cinq jeux essentiels du genre. Il considère en effet que sans être aussi populaire que Civilization, il propose une approche unique au jeu 4X grâce à son univers médiéval-fantastique et à ses combats tactiques. D’après lui, le jeu a inspiré plus de clone que Civilization, grâce notamment à l’attractivité de son mode multijoueur, mais note qu’aucun n’est parvenu à l’égaler. La série Heroes of Might and Magic reste ainsi, avec Civilization, une des rares franchise de jeux de stratégie au tour par tour à obtenir les faveurs du grand public dans les années 1990, malgré la surabondance de jeux du même genre publiés à l’époque.
Parmi les clones de Heroes of Might and Magic, Age of Wonders, publié en 1999, est généralement considéré comme le plus notable.

### Suites
Après la sortie du jeu, New World Computing en développe une première suite reprenant dans les grandes lignes son concept mais en améliorant ses graphismes, son interface et son système de jeu avec l’ajout de deux nouvelles factions, d’un nouveau système de magie et de nouvelles options en matière de personnalisation des héros et des créatures. Baptisée Heroes of Might and Magic II: The Succession Wars, elle est publiée par The 3DO Company en 1996 et connait un certain succès critique, qui lui vaut d’être considéré comme le jeu ayant popularisé la série. Surfant sur ce succès, 3DO confie le développement d’une extension à Cyberlore Studios, qui est publié en 1997, pendant que New World Computing développe une nouvelle suite. Baptisée Heroes of Might and Magic III: Restoration of Erathia, celle-ci est publiée par 3DO en 1999 et reprend le principe de ses prédécesseurs concept mais en améliorant ses graphismes et en ajoutant notamment de nouvelles factions et une nouvelle dimension à la carte stratégique avec l'introduction d'un niveau souterrain. À sa sortie, le jeu connait un certain succès critique et commercial et il est généralement considéré comme le meilleur épisode de la série. Surfant sur ce succès, 3DO en publie deux extensions, Armageddon's Blade et Shadow of Death, puis une nouvelle suite développé par New World Computing, Heroes of Might and Magic IV, qui sort en 2002. Cette dernière inclut quelques innovations, par rapport au gameplay des trois premiers opus de la série, permettant par exemple aux héros de participer aux affrontements. Après la banqueroute de 3DO en 2003, la franchise est rachetée par Ubisoft qui en tire trois nouvelles suites : Heroes of Might and Magic V (2006), Might and Magic: Heroes VI (2011), et Might and Magic: Heroes VII (2015).